# Estación de Toyosato (Shiga)
La Estación de Toyosato (豊郷駅 Toyosato-eki?) es una estación ferroviaria en la línea Principal de Ohmi Railway localizada en el pueblo de Toyosato, Shiga, Japón. La estación se abrió en 1898.

## Andenes
La estación tiene dos plataformas laterales, con una vía en cada una.
| Andén                   | Línea             | Dirección | Destino                          |
| ----------------------- | ----------------- | --------- | -------------------------------- |
| Andenes de Ohmi Railway |                   |           |                                  |
| 1                       | ■ Línea Principal | Sur       | Yōkaichi, Kibukawa, Ōmi-Hachiman |
| 2                       | ■ Línea Principal | Noreste   | Hikone, Maibara                  |

## Alrededores
- Ayuntamiento de Toyosato
- Escuela Elemental de Toyosato
- Nakasendō
- Tōkaidō Shinkansen

## Estaciones adyacentes
| «                            | «                            | Servicio                     | »                            | »                            |
| Línea Principal Ohmi Railway | Línea Principal Ohmi Railway | Línea Principal Ohmi Railway | Línea Principal Ohmi Railway | Línea Principal Ohmi Railway |
| ---------------------------- | ---------------------------- | ---------------------------- | ---------------------------- | ---------------------------- |
| Amago                        |                              | Local                        |                              | Echigawa                     |
| Servicio rápìdo: Sin parada  |                              |                              |                              |                              |